# Атласки кедър
Атласки кедър (Cedrus atlantica) е вид растение от семейство Борови (Pinaceae). Видът е застрашен от изчезване.

## Разпространение
Разпространен е в Алжир и Мароко.